# Compete.com
Compete.com va ser una web d'anàlisis de dates i informació que va ser fundada l'any 2000 i va tancar 16 anys més tard, és a dir, el 2016. Va ser creada pel fundador de diferents empreses de softwares com Bolt o Drift, David Cancel i el seu company i empresari Bill Gross. Tanmateix, pocs anys després de la seva creació l'empresa va ser adquirida per l'empresa Kantar TNS que, igual que Compete.com, es dedicava a la cerca d'informació de mercat i la intel·ligència competitiva en línia, que inclou l'anàlisi web i investigació de mercat. Kantar TNS va pagar 150 milions de dòlars.
Compete.com tenia la seu central a Boston, Massachusetts, és a dir als Estats Units i durant els seus anys de més èxit va arribar a tenir renom. Tanmateix a causa de la creixent popularitat i competència de webs com Similar web o Alexa que oferien més serveis i a un millor preu va haver de tancar.

## Serveis
Compete.com tenia dues categories diferents amb informacions diferents depenent del preu que estiguessin disposats a pagar els seus usuaris:
- Site Analytics: Era la categoria més bàsica i era completament gratuïta, ja que per accedir-hi només necessitaves om d'usuari. Aquesta categoria et permetia veure els rànquings de compete.com i fer cerques sobre webs concretes. Estava principalment destinada a usuaris individuals.

- Search Analytics: Era una categoria amb molta més informació que l'anterior però per tal de poder-hi accedir s'havia de pagar i estava més destinada a les empreses que els usuaris individuals. Et permetia saber les paraules clau que feien servir els usuaris d'una web concreta per accedir-hi i dividia la informació en 5 apartats:

1. Uniques visitors (visitants únics)
2. Page viewers (usuaris de la pàgina)
3. Avarage Stay (estada mitjana de temps)
4. Demographic Information (informació demogràfica)
5. Link thoght's to Referral and Search Analytics (enllaç´a través de la referència i cerca analítica)

La informació que apareixia a cada un dels apartats podia ser accessible durant un període d'entre 7 dies i dos anys, depenent del que pagués l'usuari, i podia ser classificada amb les anomenades categories de caràcter i comparada amb 5 webs simultàniament. A més a més compete.com disposava d'una barra d'eines analítiques que et permetien especificar més la cerca i, a la categoria de search analytic, et permetia ampliar els rànquings mostrats a site analytics.